# دن اکروید
دن اکروید (انگلیسی: Dan Aykroyd؛ زادهٔ ۱ ژوئیه ۱۹۵۲) بازیگر، فیلم‌نامه‌نویس و کمدین کانادایی است.

## فیلم‌شناسی
- عامل ناشناخته (مجموعهٔ تلویزیونی)
- چاپلین
- منطقه گرگ و میش: فیلم
- نفرین عقرب یشمی
- نامادریم یک بیگانه است
- اماکن تجاری
- احساس مینه‌سوتا
- کریسمس در کنار خانواده کرنک
- شیادان
- ۵۰ قرار اول
- سر مخروطی‌ها
- دام
- در دل شب
- گروهبان بیلکو
- گراس پوینت بلنک
- جنگ، شرکت
- خانه شادی
- هیچ‌چیز به‌جز دردسر
- چیزهای روشن جوان
- نقشه سوزان
- این زندگی من است
- بازنده